# Mayor Vicente Villafañe
Mayor Vicente Villafañe  (o Colonia Villafañe, o Colonia Campo Villafañe)  es una localidad argentina en el Departamento Pirané, en la provincia de Formosa; en el sudeste del departamento, a 33 km de El Colorado, y se halla sobre la RP Número 1.  Hay 16 km hasta el río Bermejo.

## Población
Cuenta con 4,494 habitantes (Indec, 2010), lo que representa un incremento del 20,8% frente a los 3,720 habitantes (Indec, 2001) del censo anterior.
| Gráfica de evolución demográfica de Mayor Vicente Villafañe entre 1991 y 2010 |
|                                                                               |
| Fuente: Censos nacionales del INDEC                                           |

## Toponimia
En un lugar cercano al Hospital Zonal, el Mayor (RE) Villafañe levantó la mayoría de sus instalaciones. Logró acumular miles de animales vacunos con escasa infraestructura. A pesar de los deseos de sus ocupantes, estas tierras nunca fueron transferidas a sus nombres por el Estado Nacional. Numerosos agrupados en un sector de la explotación ganadera formaron una pequeña Colonia; lo mismo ocurrió en otro extremo y, así, mientras el Oficial Retirado perdía casi todas sus posesiones, se fueron formando grandes colonias dentro del extenso campo a las que se las llamó “Colonias del Campo Villafañe”.
Más tarde, el lenguaje popular hizo el resto: “Colonia Campo Villafañe”, "Colonia Villafañe" o simplemente "Villafañe", hasta el nombre actual "Mayor Vicente Edmundo Villafañe".